# Chojno Wielkopolskie
Chojno Wielkopolskie – stacja kolejowa w Chojnie, w woj. wielkopolskim, w Polsce.